# Gutak
Gutak (Gutak I, Gutag) – herb szlachecki.

## Opis herbu
W polu błękitnym, podkowa złota barkiem do góry, nad nią trzy pióra strusie pomiędzy dwoma srebrnymi gwiazdami, na dole pomiędzy ocelami taka sama gwiazda.
Kolorystycznie inną wersją podaje Ostrowski:

W polu błękitnem na barku podkowy srebrnej, takąż gwiazdę sześciopromienną ocelami obejmującej pomiędzy dwiema srebrnemi gwiazdami trzy pióra strusie. Nad hełmem w koronie trzy pióra strusie.

## Najwcześniejsze wzmianki
Rodzina  inflancka,  właściwe  jej  nazwisko  Guttag,  które  w  XVII  stoleciu,  osiedliwszy  się  na  Litwie  i  na  Białej  Rusi,  zmieniła  na Gutakowski.

## Herbowni
Gutag, Guttag, Gutakowski.